# Hofstadgruppen
Hofstadgruppen (nederländska: Hofstadgroep) är ett nederländskt terroristnätverk bestående av unga radikala islamister. Mohammed Bouyeri, som den 2 november 2004 mördade Theo van Gogh, var medlem i gruppen.